# Kazuki Sato
Kazuki Sato (佐藤 一樹, Sato Kazuki) est un footballeur japonais né le 27 juin 1974.